# Bezerros
Bezerros este un oraș în Pernambuco (PE), Brazilia.